# Митрополия (Кукуш)
Митрополитската резиденция (на гръцки: Μητροπολιτικό μέγαρο) е административна сграда в град Кукуш, Гърция, седалище на Поленинската и Кукушка епархия и на нейния митрополит.
Сградата е разположена на улиците „Митрополит Харитон“ и „Елевтериос Венизелос“. Построена е в 1929 година и е типичен пример за архитектурата от периода с употреба на новия за времето бетон и препратки към византийската литература – двойни сводести прозорци и релефни декоративни покрития.
В 2005 година е обявена за паметник на културата.